# Militärbefehlshaber

Kommandoflagge eines Militärbefehlshabers

Militärbefehlshaber (Offizielle Abkürzung MilBfh.) war eine hohe Dienststellung in von der Wehrmacht besetzten Ländern im Zweiten Weltkrieg. Die Dienststellung wurde normalerweise von einem Heeres- oder Luftwaffengeneral eingenommen.

## Aufgabe
Der Militärbefehlshaber war als Chef der Militärverwaltung der höchste Repräsentant der Besatzungsmacht im besetzten Land und übte als faktischer Militärgouverneur die Herrschaft über das besetzte Land aus. Ihm unterstand dazu ein eigener Stab. Je nach Größe des besetzten Gebietes wurde es gegliedert in Militärverwaltungsbezirke, Oberfeldkommandanturen und Feldkommandanturen.
Die Militärbefehlshaber wurden vom Oberbefehlshaber des Heeres (OBdH) eingesetzt und übten in dessen Namen die vollziehende Gewalt aus. OBdH während des Krieges war bis Dezember 1941 von Brauchitsch, danach bis zu seinem Tod im April 1945 Hitler. Im Tagesgeschäft erhielt der Militärbefehlshaber seine Weisungen vom Generalquartiermeister des Heeres.

## Abgrenzung von anderen Dienststellungen in besetzten Ländern
Die im besetzten Gebiet stationierten einsatzfähigen Kampfverbände der Wehrmacht unterstanden nicht dem Militärbefehlshaber, sondern dem Oberbefehlshaber (OB) des Gebietes, der direkt dem Oberkommando der Wehrmacht (OKW) bzw. an der Ostfront dem Oberkommando des Heeres (OKH) unterstand. Die einzige Ausnahme von dieser Trennung war das Gebiet Südost (in etwa das Gebiet von Jugoslawien), in dem die Funktion von Militärbefehlshaber und Oberbefehlshaber im Wehrmachtbefehlshaber Südost vereint waren.
In den Ländern und Gebieten unter Zivilverwaltung (Norwegen, Niederlande, Dänemark, Kanalinseln) gab es keinen Militärbefehlshaber. Dort nahm ein Wehrmachtbefehlshaber (WBF) die militärischen Hoheitsrechte wahr, war aber nicht für die Verwaltung zuständig.

## Befehlsgebiete der Militärbefehlshaber

### Belgien und Nordfrankreich
Am 20. Mai 1940 wurde das Kommando des Militärbefehlshaber Belgien geschaffen; es wurde schon am 28. Mai 1940 in „Militärbefehlshaber Belgien und Nordfrankreich“ umbenannt und erweitert. Der Befehlsbereich bestand aus dem Territorium des besetzten Belgiens zusammen mit den beiden französischen Départements Pas-de-Calais und Nord. Das Hauptquartier war in Brüssel.
Kommandeure waren:
- Alexander von Falkenhausen vom 22. Mai 1940 bis 15. Juli 1944
- Martin Grase vom 18. Juli bis 16. September 1944, danach andere Unterstellung

### Frankreich
Die Befehlsstelle des Militärbefehlshabers in Frankreich (MBF) wurde am 16. Oktober 1940 in Paris geschaffen. Zuvor hatte seit Ende Juni ein Chef der Militärverwaltung (General Alfred Streccius) die Funktion des Verwaltungschefs ausgeübt. Der Befehlsbereich umfasste das gesamte besetzte Frankreich außer den beiden Départements Pas-de-Calais und Nord, die dem Militärbefehlshaber Belgien-Nordfrankreich zugeordnet waren. Der Hauptsitz des MBF und seiner zentralen Abteilungen war im Hotel Majestic in der Avenue Kléber; die Lageberichte des MBF sind online.
Militärbefehlshaber waren:
- Otto von Stülpnagel vom 25. Oktober 1940 bis 13. Februar 1942
- Carl-Heinrich von Stülpnagel vom 14. Februar 1942 bis 21. Juli 1944 (verhaftet nach dem Attentat auf Hitler)
- Karl Kitzinger vom 22. Juli bis 4. Oktober 1944

### Griechenland
Befehlshaber Südgriechenland, ab 25. August 1943 dann Militärbefehlshaber Griechenland (MBGR). Die Befehlsstelle wurde am 15. Oktober 1944 aufgelöst. im August 1944 gehörten zum Befehlsbereich das Stabskommando, der Kommandant der Festung Kreta und der Kommandant Ost-Ägäis. Kommandeure waren:
- Hellmuth Felmy vom 21. Juni 1941 bis 8. September 1942
- Wilhelm Speidel vom 8. September 1942 bis 27. April 1944
- Heinz Scheurlen von Juni bis September 1944[4]

### Serbien
Der Militärbefehlshaber Serbien wurde 1941 eingesetzt. Mit der Weisung OKH 48, 48a und 48b vom Juli 1943 („Umstrukturierung für die Befehlsführung und Verteidigung des Südostraumes“): wurde das Kommando in Militärbefehlshaber Südost umbenannt. Im September 1944 wurde der Stab für die Aufstellung der Armeeabteilung Serbien herangezogen.
Kommandeure waren:
- Helmuth Förster
- Ludwig von Schröder von Juni bis zu seinem Tod im Juli 1941
- Heinrich Danckelmann vom 29. Juli bis 20. Oktober 1941
- Franz Böhme vom 16. September bis 2. Dezember 1941
- Paul Bader vom 11. Dezember 1941 bis 25. August 1943
- Hans-Gustav Felber vom 15. August 1943 bis 26. September 1944